# ATP Challenger Ogbe
Der ATP Challenger Ogbe (offiziell: Ogbe Challenger) war ein Tennisturnier, das 1986 und 1988 in Ogbe, einer Siedlung in Nigeria, stattfand. Es gehörte zur ATP Challenger Tour und wurde im Freien auf Hartplatz gespielt. Nduka Odizor und Jean-Philippe Fleurian sind mit je einem Titel im Einzel und Doppel die einzigen mehrfachen Titelträger.

## Liste der Sieger

### Einzel
| Jahr | Sieger                 | Finalgegner       | Ergebnis          |
| ---- | ---------------------- | ----------------- | ----------------- |
| 1988 | Jean-Philippe Fleurian | Nduka Odizor      | 6:3, 6:3          |
| 1987 | nicht ausgetragen      | nicht ausgetragen | nicht ausgetragen |
| 1986 | Nduka Odizor           | Andrew Castle     | 7:5, 6:4          |

### Doppel
| Jahr | Sieger                              | Finalgegner                        | Ergebnis          |
| ---- | ----------------------------------- | ---------------------------------- | ----------------- |
| 1988 | Jean-Philippe Fleurian Nduka Odizor | Frank Rieker John Schmitt          | 6:4, 6:2          |
| 1987 | nicht ausgetragen                   | nicht ausgetragen                  | nicht ausgetragen |
| 1986 | Rill Baxter Larry Scott             | Álvaro Jordan Jean-Marc Piacentile | 6:7, 7:6, 6:3     |